# Monster World IV
Monster World IV (яп. モンスターワールドIV Монсута: ва:рудо Фо) — приключенческий экшен-платформер с элементами ролевых игр, разработанный Westone Bit Entertainment и изданный Sega для консоли Sega Mega Drive в апреле 1994 года эксклюзивно для японского рынка. Несмотря на название, эта игра является 6-й в серии Wonder Boy и 4-й в подсерии Monster World (предыдущие 3: Wonder Boy in Monster Land, Wonder Boy: The Dragon’s Trap, Wonder Boy in Monster World).
Позже игра вошла в сборник Sega Ages 2500, а также выходила на Wii в сервисе Virtual Console в Японии 15 января 2008 года. Английская версия игры вышла в Virtual Console 10 мая 2012 года.
Monster World IV была последней игрой серии, разработанной Westone и изданной Sega. В мае 2021 года вышел ремейк игры под названием Wonder Boy: Asha in Monster World от Artdink.

## Игровой процесс
Подобно предыдущим играм серии, Monster World IV совмещает экшн-платформер с RPG. Игрок путешествует по двухмерному миру, решает головоломки и сражается с врагами. Персонаж игрока может атаковать мечом, прыгать, блокировать удары щитом, бежать и карабкаться по канату. Из поверженных врагов выпадают монетки, за которые можно покупать улучшенное снаряжение. На уровнях также спрятаны кристаллы, за каждый собранный десяток которых удлиняется шкала здоровья.
После обучающего этапа, игрок получает питомца-компаньона Пепелогу (англ. Pepelogoo) — круглое, синее и пушистое существо, способное летать. Игрок с его помощью может совершать двойной прыжок и взаимодействовать с некоторыми объектами.
Хотя мир игры связан, он всё ещё линеен; имеется хаб-локация, из которой есть выходы в 4 подземелья, из которых одновременно открыто только одно, а после прохождения подземелья оно закрывается навсегда. У игрока также есть лампа с джинном, с помощью которого он может возвращаться в хаб.

## Сюжет
События игры происходят в мире монстров (англ. Monster World), в прошлом которого шли войны между людьми и монстрами, но благодаря храбрости и самоотверженности героев был обретён мир. Однако, спустя годы зло собирается взять реванш. В то же время молодая зелёноволосая девушка по имени Аша (англ. Asha) слышит голоса, зовущие на помощь. Она покидает родную деревню и отправляется в путешествие, чтобы стать героем, который нужен миру.

## Другие издания
8 марта 2007 года серия игр Wonder Boy, включая Monster World IV, вошла в 29-й выпуск сборника Sega Ages 2500 для PlayStation 2 под названием Sega Ages 2500 Series Vol. 29: Monster World Complete Collection. 10 мая 2012 года игра впервые вышла за пределами Японии на Wii в сервисе Virtual Console, для неё была сделана английская локализация. Также игра была включена в библиотеку игр Sega Mega Drive Mini.

### Ремейк
В 2020 году был анонсирован ремейк игры под названием Wonder Boy: Asha in Monster World. В разработке приняли участие Рюити Нисидзава, композитор Синъити Сакамото и дизайнер персонажей Маки Одзора, работавшие над оригинальной серией. Релиз состоялся в мае 2021 года на ПК, PS4 и Nintendo Switch.
Игровой процесс ремейка остался почти без изменений, в основном была изменена и дополнена графическая и визуальная часть. Физическое издание также содержало оригинал.

## Отзывы
В обзоре на сайте Nintendo Life написано, что «как и ожидается от игры 1994 года для Mega Drive, она содержит очень, очень впечатляющую графику и, что видимо стало стандартом для серии, ещё один очень запоминающийся саундтрек». Хотя игра и не такая сложная как прошлые части серии, по мнению рецензента, это компенсируется «гораздо большим очарованием, более разнообразным и приятным игровым процессом, а также одними из лучших спрайтов и музыки, которые может предложить Mega Drive».